# Colibrí de Mulsant
El colibrí de Mulsant (Chaetocercus mulsant) és una espècie d'ocell de la família dels troquílids (Trochilidae) que habita la selva humida i vegetació baixa des de Colòmbia i a través de l'Equador i Perú fins Bolívia central.